# Курсовая разница
Курсовая разница — разница в стоимости товара (услуги), возникающая в связи с текущим изменением курса национальной валюты к иностранным валютам.

## В России
В России бухгалтерский учёт ведется в рублях согласно Федеральному закону «О бухгалтерском учёте». Валютные сделки отражаются в соответствии с официальным курсом рубля по отношению к иностранной валюте, установленным Центральным Банком РФ на определенную дату. Сумма, полученная с использованием такого курса, отличается от фактических затрат в операциях, особенно длительных.
Явление курсовой разницы возникает в учете организаций, которые осуществляют экспорт или импорт. Если товар оплачивается 100-процентным валютным авансом, то переоценка не потребуется.
Курсовые разницы образуются, если организация производит пересчет валютных средств, а также задолженностей которые следует погашать. Самая непростая ситуация при расчете курсовых разниц возникает, если задолженность погашается в два этапа: сначала вносится аванс, а затем после отгрузки оплачивается остаток суммы.
Согласно ПБУ 3/2006 такой пересчет производится на:
- дату зачисления денежных средств на банковский счет организации в иностранной валюте или их списания с банковского счета организации в иностранной валюте;
- дату поступления иностранной валюты, денежных документов в иностранной валюте в кассу организации или выдачи их из кассы;
- дату признания доходов организации в иностранной валюте;
- дату признания расходов организации в иностранной валюте;
- дату признания расходов по приобретению материально-производственных запасов;
- дату признания расходов по приобретенной услуге;
- дату утверждения авансового отчета.

Для целей бухгалтерского учёта курсовые разницы учитываются в составе прочих доходов и расходов — счет 91 (за исключением курсовых разниц, возникших при расчетах с учредителями. В этом случае возникшие курсовые разницы относятся на счет 83 «Добавочный капитал»).
Для целей налогового учёта как внереализационные доходы или расходы. Такой порядок установлен в подпункте 7 пункта 4 статьи 271 и подпункте 6 пункта 7 статьи 272 Налогового кодекса РФ.
Курсовые разницы могут быть:
- положительными (курс валюты изменяется в сторону увеличения)
- отрицательными (курс валюты изменяется в сторону уменьшения)

Пояснения:
Для дебиторской задолженности положительные курсовые разницы — это доход (счет 91.01), а для кредиторской — расход (счет 91.02).
Для дебиторской задолженности отрицательные курсовые разницы — это расход (счет 91.02), а для кредиторской — доход (счет 91.01).